# 井上トキ子
井上 トキ子（いのうえ ときこ、1964年3月14日 - ）は、愛媛県松山市生まれ、北海道札幌市育ちの女性経営者。現役のフィットネス指導者。

## 経歴
- 1984年 - 藤女子短期大学(札幌）英文学科卒業。
- 1984年 - 全日本空輸(株）入社。千歳空港支店に入社。旅客課に在籍し、接遇マナーや新入社員教育業務を担当。
- 結婚退職後、フィットネス業界に転身。
- 大手フィットネスクラブのティップネスをはじめ全国の総合フィットネスクラブや専門スタジオでアドバイザーを歴任しながら、数多くの新規事業経験を積む。また、世界各地から３０００名以上が集まるアメリカのフィットネスコンベンション「ＩＤＥＡ」を始め、プレゼンターとしての招聘実績は欧米やアジアなど海外にも及ぶ。
- 2017年7月、株式会社アージュを創立。現在は、「背骨で人生の質を高める」という理念のもとに開発した『Sintex®（背骨の調律エクササイズ）』の全国普及に邁進中。３種類～Tone（眠れる体づくり）・Reborn（股関節痛改善コアトレ）・Cardio（股関節痛改善エアロビクス）～各プログラムの指導者を育成しながら、「痛みのない動きづくり・身体づくりから始めるエイジングケア」の普及とグループウェルネスの実現を目指している。  ２０１６年春には、大手外資系IT企業内に新設されたフィットネス施設の顧問に就任し、企業の健康経営サポート事業にも本格的に参入。瞑想やレジリエンス(ストレスや逆境に耐え抜く能力)に関する各種資格取得や長年の指導経験を活かし、ストレスを抱えながら働く企業人の「体と心と絆の健やかさ」を高めるための様々な取り組みにも手腕が発揮されている。
- 2023年5月、一般社団法人日本ソーシャルキャピタル協会を設立し、代表理事を兼務。
- 2024年6月、渋谷東急プラザ渋谷4階に『眠りと背骨と股関節』スタジオをオープン。

## 資格
- 背骨の調律エクササイズ『Sintex®』ファウンダー
- ジャイロキネシス®認定トレーナー
- 原初音瞑想認定ファシリテーター
- 認定レジリエンス・トレーニング講師

## 契約スポンサー
- デサント
デサント フィットネス  オフィシャルトレーナーとして普及活動に携わる。

## 活動状況
- （株）エイム/スタジオディレクター（2003年〜2014年）
- （株）ティップネス/スタジオアドバイザー（2004年〜2014年）
- 全国各地、及び海外にてスポーツイベントや各種フィットネスセミナー、講演、オリジナルプログラム紹介のためのワークショップなどを実施。
- 2005年、2006年、米国IDEAコンベンションにてプレゼンターを務める。
- その他、台湾・オーストラリア・イタリアなどでプレゼンターを務める。
- テレビ・ビデオによるフィットネス普及・教育活動
- NHK総合テレビ「レッツ！フレッシュアップ」出演・監修
- 健康運動実践指導者養成教習ビデオの出演・作成
- 背骨の調律エクササイズSintex®開発（2015年～）
- ダイエット＆ビューティフェア特別ステージ登壇（2016年～）
- 株式会社アージュ設立（2017年7月～）
- 日本IBM、大和証券、Fringe81、蒲郡商工会議所、トヨタ自動車などへの健康経営サポートおよびレッスン提供
- ティップネス『トルチャ』、住友不動産エスフォルタ、JR東日本スポーツ（ジェクサー）などへの人材派遣とレッスン提供
- 一般社団法人日本ソーシャルキャピタル協会設立、代表理事も就任（2023年5月～）
- 渋谷東急プラザ渋谷4階に『眠りと背骨と股関節』スタジオ開設（2024年6月～）